# Fageråstunnel
Der Fageråstunnel (norwegisch: Fageråstunnelen) ist ein norwegischer Stadtbahntunnel der Stadtbahn Bergen, der im Bergener Stadtteil Årstad zwischen den beiden Stationen Wergeland und Sletten verläuft. Der Tunnel wurde gemeinsam mit der restlichen Bahnstrecke der Stadtbahn Bergen am 22. Juni 2010 eröffnet.